# 东大街道 (许昌市)
东大街道，是中华人民共和国河南省许昌市魏都区下辖的一个乡镇级行政单位。

## 行政区划
东大街道下辖以下地区：
春秋社区、平安社区、兴隆社区和文惠社区。